# Juraj Ontko
Juraj Ontko (Liptovský Mikuláš, 23 de diciembre de 1964) es un deportista eslovaco que compitió en piragüismo en la modalidad de eslalon.
Ganó cinco medallas en el Campeonato Mundial de Piragüismo en Eslalon entre los años 1983 y 1997, y una medalla de oro en el Campeonato Europeo de Piragüismo en Eslalon de 1998.

## Palmarés internacional
| Representando a Checoslovaquia |                                      |                   |                |
| Campeonato Mundial             |                                      |                   |                |
| Año                            | Lugar                                | Medalla           | Competición    |
| 1983                           | Merano (Italia)                      | Medalla de plata  | C1 por equipos |
| 1987                           | Bourg-Saint-Maurice (Francia)        | Medalla de bronce | C1 por equipos |
| Representando a Eslovaquia     |                                      |                   |                |
| Campeonato Mundial             |                                      |                   |                |
| Año                            | Lugar                                | Medalla           | Competición    |
| 1993                           | Mezzana (Italia)                     | Medalla de bronce | C2 por equipos |
| 1995                           | Nottingham (Reino Unido)             | Medalla de bronce | C1 por equipos |
| 1997                           | Três Coroas (Brasil)                 | Medalla de oro    | C1 por equipos |
| Campeonato Europeo             |                                      |                   |                |
| Año                            | Lugar                                | Medalla           | Competición    |
| 1998                           | Roudnice nad Labem (República Checa) | Medalla de oro    | C1 por equipos |